# Десимир
Десимир је мушко српско име, које представља кованицу речи „дес“ и „мир“. Реч „дес“ има значење „десити се“, а у прошлости је означавала још и срећу, без обзира да ли је у питању добра или зла. Име се јавља у Хрватској (највише у Загребу, Трпињи и Ријеци), али је много чешће међу Србима.

## Изведена имена
Женски облик је Десимирка.